# Alhacen
Ibn Abu Ali al Hasan al-Haitam (arabsko in perzijsko ابو علی، حسن بن حسن بن هيثم, latinizirano Alhazen in Alhacen), arabski matematik, fizik in učenjak, * 965, Basra, Irak, † 1041, Kairo, Egipt.

## Življenje in delo
Al-Haitam je avtor prek 130 del iz matematike, astronomije, medicine, filozofije in drugih naravoslovnih ved. Kalif al-Hakim ga je povabil v Kairo. Potem, ko je neuspešno poskušal urediti vodni tok Nila, se je zbal da ga bo al-Hakim kaznoval. Da bi se izognil kazni, se je naredil zmešanega vse do al-Hakimove smrti leta 1021. Njegovo delo o meteorologiji je objavljeno v latinščini leta 1542 De crepuscolis et nubium ascensinibus. Največ se je ukvarjal tudi z optiko. Njegova razprava o optiki Velika optika (Opticae thesaurus (Alhazeni libri VII., cum ejusdem libro de crepusculis et nubium ascensionibus)) iz okoli leta 1000 (1030), v prevodu in izdaji F. Risnerja iz leta 1572, je do Keplerja služila kot priročnik. V latinščino jo je prevedel poljski fizik Witelo leta 1270. Knjiga vsebuje mnoge pomembne analize in razlage o svetlobi in vidu. Z uporabo geometrije in anatomije je razvil široko teorijo o vidu. Po tej teoriji vsaka točka na osvetljenem območju ali telesu seva svetlobne žarke v vsako smer. Vidimo lahko samo žarke iz vsake točke, ki zadenejo človeško oko pravokotno. Drugi žarki zadenejo oko pod drugimi koti in jih ne moremo videti. Odkril je prva dva zakona o lomu svetlobe, pravilno je pojasnil refrakcijo in postopek, kako bi jo lahko določili iz opazovanj. Iz časa trajanja Sončevega mrka, je izračunal višino Zemljinega ozračja in dobil vrednost 12 milj. S potjo Sonca je izmeril višino atmosfere in dobil vrednost 52000 korakov namesto današnje vrednosti 75000 korakov. Prvi je pozneje določil astronomsko refrakcijo iz opazovanj šele leta 1489 Walther v Nürnbergu. Prve tabele za refrakcijo iz opazovanj je sestavil de Brahe, eno za Sonce, drugo pa za planete in zvezde.
Tabitov vnuk Ibrahim, al-Kuha in al-Haitam so uporabljali grški (antični) analitični postopek za računanje pri problemih konstrukcij koničnih presekov. Al-Haitam ga je uporabil pri določevanju točke na konveksnem krogelnem (sferičnem) zrcalu, ki določa sliko, iz katere opazovalec vidi neko telo.
Al-Haitam je rešil probleme, ki vključujejo kongruence in kar danes poznamo kot Wilsonov izrek, ki pravi, da če je p praštevilo, potem p deli (p-1)!+1-krat brez ostanka. V latinščino je al-Haitama prevajal Gerard. Al-Haitam je razširil Ptolemejevo teorijo. Napisal je tolmače na Evklidove Elemente, kjer je zbral in pojasnil nekatere težke Evklidove izreke. Njegova dela iz geometrije je leta 1834 našel E. A. Sedillot v Bibliothèque nationale v Parizu. Drugi rokopisi so ohranjeni v Bodleyevi knjižnici v Oxfordu in v Leidenski knjižnici. Al-Haitam se je do konca svojega življenja posvetil znanstvenemu študiju.